# Тридесет и пети конгрес на Македонската патриотична организация
Тридесет и петият конгрес на Македонските патриотични организации (МПО) се провежда от 4 септември 1956 година в Питсбърг, Пенсилвания, САЩ. 
Изработен е нов устав на организацията: „а) Да работи за засилване чувствата на лоялност и патриотизъм сред емиграцията и нейните потомци към страните, в които живеят – САЩ и Канада; б) Да се бори по законен начин за изграждането на Македония като независима държавна единица в нейните исторически и географски граници, като конституционно се гарантират етническите, религиозните, културните и политическите права и свободи на всички граждани; в) Да представя каузата на Македония пред чужди народи, законодателни тела, международни институти и общества чрез меморандуми, петиции, изявления, протести, резолюции и т.н.; г) Да създава връзки с организации на потиснати народи от Балканския полуостров с цел да водят съувместна борба за премахване игото и да си помагат за евентуално създаване на Балканска федерация или конфедерация, в която цяла Македония да бъде отделна единица с равни права.“